# Julien Duranville
Julien Duranville (Ukkel, 5 mei 2006) is een Belgisch voetballer die onder contract staat bij Borussia Dortmund. De aanvaller genoot zijn jeugdopleiding bij RSC Anderlecht. In 2024 maakte Duranville zijn debuut in het Belgisch nationaal voetbalelftal.

## Carrière
Duranville kwam in 2013 bij RSC Anderlecht terecht. In mei 2021 tekende er hij zijn eerste profcontract tot medio 2024.
Op 22 mei 2022 liet coach Vincent Kompany hem op zestienjarige leeftijd debuteren in Eerste klasse A: op de laatste speeldag van het seizoen mocht hij tegen Club Brugge in de 82e minuut invallen voor Francis Amuzu. Anderhalve maand later selecteerde Kompany's opvolger Felice Mazzù hem voor de zomerstage van de A-kern in Nederland.
Op 2 september 2022 scoorde de zestienjarige Duranville zijn eerste profdoelpunt: in zijn tweede competitiewedstrijd voor RSCA Futures scoorde hij tegen RWDM in Eerste Klasse B. Twee dagen later scoorde de flankaanvaller alweer, deze keer voor de A-ploeg tegen OH Leuven in Eerste klasse A. Door het uitvallen van een aantal spelers met buikgriep had trainer Mazzu hem opgevist voor de A-kern, waarna hij hem in de 65e minuut liet invallen voor Michael Murillo. Zes minuten later wiste hij het openingsdoelpunt van Jón Dagur Thorsteinsson uit.
Op 27 januari 2023 werd Duranville verkocht aan Dortmund voor zo'n 8,5 miljoen euro (kan nog oplopen met bonussen). Wegens een gescheurde hamstring duurde het een tijdje voor hij in de selectie van trainer Terzic verscheen. Op 21 mei 2023 zat hij voor het eerst in de selectie en op 27 mei maakte hij zijn eerste minuten, toen hij in de 62e minuut inviel voor Brandt. 

## Clubstatistieken
| Seizoen         | Club              | Land               | Competitie         | Competitie | Competitie | Beker | Beker | Supercup | Supercup | Europees | Europees | Totaal | Totaal |
| Seizoen         | Club              | Land               | Competitie         | Wed.       | Dlp.       | Wed.  | Dlp.  | Wed.     | Dlp.     | Wed.     | Dlp.     | Wed.   | Dlp.   |
| --------------- | ----------------- | ------------------ | ------------------ | ---------- | ---------- | ----- | ----- | -------- | -------- | -------- | -------- | ------ | ------ |
| 2021/22         | RSC Anderlecht    | Vlag van België    | Jupiler Pro League | 1          | 0          | 0     | 0     | —        | —        | —        | —        | 1      | 0      |
| 2022/23         | RSCA Futures      | Vlag van België    | Eerste klasse B    | 2          | 1          | —     | —     | —        | —        | —        | —        | 2      | 1      |
| 2022/23         | RSC Anderlecht    | Vlag van België    | Jupiler Pro League | 2          | 1          | 0     | 0     | —        | —        | 2        | 0        | 4      | 1      |
| 2022/23         | Borussia Dortmund | Vlag van Duitsland | Bundesliga         | 1          | 0          | 0     | 0     | —        | —        | 0        | 0        | 1      | 0      |
| 2023/24         | Borussia Dortmund | Vlag van Duitsland | Bundesliga         | 2          | 0          | 0     | 0     | —        | —        | 0        | 0        | 2      | 0      |
| 2024/25         | Borussia Dortmund | Vlag van Duitsland | Bundesliga         | 10         | 0          | 1     | 1     | —        | —        | 9        | 0        | 20     | 1      |
| Carrière totaal | Carrière totaal   | Carrière totaal    | Carrière totaal    | 17         | 2          | 1     | 1     | 0        | 0        | 11       | 0        | 30     | 3      |

Bijgewerkt op 16 april 2025.

## Interlandcarrière
Duranville werd eind augustus 2024 voor het eerst door bondscoach Domenico Tedesco opgeroepen voor het Rode Duivels, dit ter gelegenheid van de UEFA Nations League wedstrijden tegen Israël en Frankrijk. Op 6 september 2024 kreeg Duranville zijn eerste speelminuten. In het laatste kwartier van een interland tegen Israël mocht hij invallen voor Jérémy Doku. Ook Arne Engels maakte zijn debuut in deze wedstrijd. De wedstrijd werd met 3-1 gewonnen.

## Interlands
| Interlands van Julien Duranville voor België | Interlands van Julien Duranville voor België | Interlands van Julien Duranville voor België | Interlands van Julien Duranville voor België | Interlands van Julien Duranville voor België | Interlands van Julien Duranville voor België |
| Als speler bij Borussia Dortmund             | Als speler bij Borussia Dortmund             | Als speler bij Borussia Dortmund             | Als speler bij Borussia Dortmund             | Als speler bij Borussia Dortmund             | Als speler bij Borussia Dortmund             |
| No.                                          | Datum                                        | Wedstrijd                                    | Uitslag                                      | Soort Wedstrijd                              | Doelpunten                                   |
| -------------------------------------------- | -------------------------------------------- | -------------------------------------------- | -------------------------------------------- | -------------------------------------------- | -------------------------------------------- |
| 1.                                           | 6 september 2024                             | België – Israël                              | 3 – 1                                        | UEFA Nations League 2024/25                  | -                                            |
| 2.                                           | 9 september 2024                             | Frankrijk – België                           | 2 – 0                                        | UEFA Nations League 2024/25                  | -                                            |
| Totaal                                       | Totaal                                       | Totaal                                       | Totaal                                       | Totaal                                       | 0                                            |

Bijgewerkt t/m 9 september 2024

## Privéleven
- Duranville is zoon van een Ivoriaanse vader en een Congolese moeder.[6]